# (29107) 1981 EO25
A (29107) 1981 EO25 egy kisbolygó a Naprendszerben. Schelte J. Bus fedezte fel 1981. március 2-án.